# Syncarpiolyma maculatipennis
Syncarpiolyma maculatipennis är en insektsart som beskrevs av Taylor 1997. Syncarpiolyma maculatipennis ingår i släktet Syncarpiolyma och familjen rundbladloppor. Inga underarter finns listade i Catalogue of Life.